# Sotion (Lehrer Senecas)
Sotion (altgriechisch Σωτίων Sōtíōn) war ein griechischer Philosoph. Er lebte im späten 1. Jahrhundert v. Chr. und frühen 1. Jahrhundert n. Chr. in Rom. Nach den Angaben einer sehr späten Quelle, der spätantiken Chronik des Kirchenvaters Hieronymus, stammte Sotion aus Alexandria in Ägypten und erreichte seine akmḗ – das als Höhepunkt des Lebens aufgefasste Alter von 40 Jahren – im Jahr 13 n. Chr.
Sotion gehörte der Philosophenschule der „Sextier“ an, die Quintus Sextius im 1. Jahrhundert v. Chr. in Rom gegründet hatte. In dieser Schule mischte sich stoisches mit neupythagoreischem Gedankengut, wobei letzteres anscheinend überwog: Quintus Sextius legte Wert auf die Feststellung, kein Stoiker zu sein, und Sotion vertrat nachdrücklich pythagoreische Lehren.
Bekannt ist Sotion als Lehrer Senecas. Dieser nahm als Jugendlicher (puer) und Jüngling (iuvenis), also im zweiten und vielleicht noch im dritten Jahrzehnt des 1. Jahrhunderts n. Chr., an Sotions Unterricht teil. Zeitweilig übernahm Seneca von seinem Lehrer den Vegetarismus. Sotion begründete die fleischlose Ernährung mit der Seelenwanderungslehre, wobei er sich auf Pythagoras berief, und auch – Quintus Sextius folgend – mit gesundheitlichen Erwägungen und der Forderung nach Vermeidung von Grausamkeit; außerdem gehörte diese Ernährungsweise für ihn zur philosophischen Genügsamkeit (frugalitas), denn Fleischnahrung wurde als Luxus betrachtet. Bei Sotion erlernte Seneca auch die aus pythagoreischer Tradition stammende, schon von Quintus Sextius ausgeführte Übung der abendlichen Rekapitulation des Tages und Selbstbefragung vor dem Einschlafen: „Welches deiner (charakterlichen) Übel hast du heute geheilt? Welchem Laster hast du widerstanden? In welcher Hinsicht bist du besser (geworden)?“ Schon Cicero hatte diese Selbstprüfung als pythagoreischen Brauch gekannt.
Unklar ist, ob der Lehrer Senecas mit dem gleichnamigen Verfasser einer Schrift Über den Zorn (Peri orgḗs) zu identifizieren ist. Aus diesem Werk sind einige Fragmente bei Stobaios überliefert.